# Plzeňská (Praha)
Plzeňská je radiální ulice v Praze, směřující ze Smíchova západním směrem na Plzeň. S délkou dosahující téměř osmi kilometrů je nejdelší obydlenou ulicí v Praze. Kvůli negativnímu působení dopravy dlouhodobě patří k nejhůře hlukově a výfukovými plyny znečištěným ulicím v Praze.

## Směr ulice
Ulice vede východo-západním směrem, začíná na křižovatce Anděl, prochází Smíchovem, Košířemi, Motolem, po hranici Řep a Stodůlek a končí za železničním přejezdem před Zličínem (dále pokračuje ulice Na Radosti). Plzeňská patří k velmi důležitým tepnám ve městě; v úseku od křižovatky s Kartouzskou a Mozartovou (krátce za mostem Městského okruhu) až na Kavalírku je jednosměrná (s obousměrným provozem tramvají). Spolu s opačnou jednosměrnou ulicí Vrchlického je hlavním tahem spojujícím centrum města a jeho vnitřní okruh s dálnicí D5 a Plzní. Celá její trasa má minimálně dva jízdní pruhy po jeden směr; výjimku tvoří krátký úsek u křižovatky Anděl, kde je pěší zóna. Těsně za tímto úsekem křižuje mimoúrovňově ulici spojka mezi Strahovským tunelem a Tunelem Mrázovka.
Před převedením většiny silnic I. a II. třídy na území Prahy do systému místních komunikací byla tato ulice součástí silnice I/5, která byla postupně nahrazena dálnicí D5.

## Okolní zástavba
V okolí ulice je zástavba velmi různorodá. V oblasti Smíchova převažují novostavby ze začátku 21. století, na Betramce jsou pak hustě koncentrované činžovní domy ze století devatenáctého. V Košířích se objevují domy z přelomu 19. a 20. století; při rozšiřování komunikace však musela jejich část ustoupit. Oblast mezi Košířemi a Motolem je zastavěna řídce, objevují se budovy venkovského charakteru a panelové domy z druhé poloviny 20. století. Na konci ulice, mezi Řepy a Motolem pak zástavbu tvoří většinou vily a panelové domy z 80. let 20. století.

## Znečištění
Ulice je vlivem dopravy dlouhodobě zatížena hlukovým znečištěním i výfukovými plyny. Řešení hlukového znečištění Plzeňské je zahrnuto v návrhu Akčního plán snižování hluku aglomerace Praha 2019. Dle výsledků měření znečištění ovzduší v Praze z roku 2023 byly v ulici naměřeny vysoké hodnoty, které překračují povolené limity Evropské unie i doporučení Světové zdravotnické organizace. Dle výzkumu neziskové organizace Senzor vzduchu, při kterém bylo měřeno znečištění pražského ovzduší oxidem dusičitým, vyšla Plzeňská ulice jako vůbec nejhůř znečištěná ulice v Praze. Špatné výsledky se potvrdily i v roce 2024, kdy byla Plzeňská vyhodnocena jako nejvíce zenčištěná ulice v Praze. Výskyt nanočástic dosahoval až k 60 mikrogramů na metr krychlový, Světová zdravotnická organizace přitom za přijatelné a bezpečné znečištění považuje přítomnost pouze 10 mikrogramů částic na metr krychlový.

## Doprava
Z hlediska veřejné dopravy nemá ani tak velký význam v dopravě autobusové, jako v té tramvajové. Již od roku 1897 tu vede tramvajová trať (postupně rozšiřovaná z Anděla až do Řep) a s ulicí sousedí i tramvajová vozovna (Vozovna Motol). Vzhledem k vozovně má trať i strategický význam. Některé autobusové linky tu slouží přímo jako napaječe tramvají a zajišťují tak obsluhu vzdálenějších čtvrtí či sídlišť.

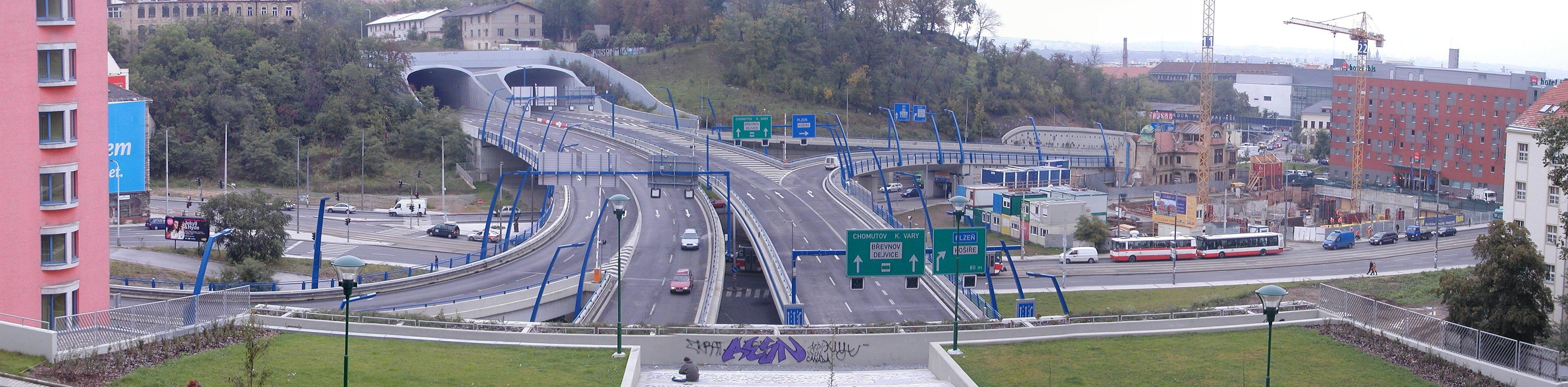
Plzeňská ulice zde prochází zleva doprava a vede přes ni most, spojující oba tunely

## Fotogalerie

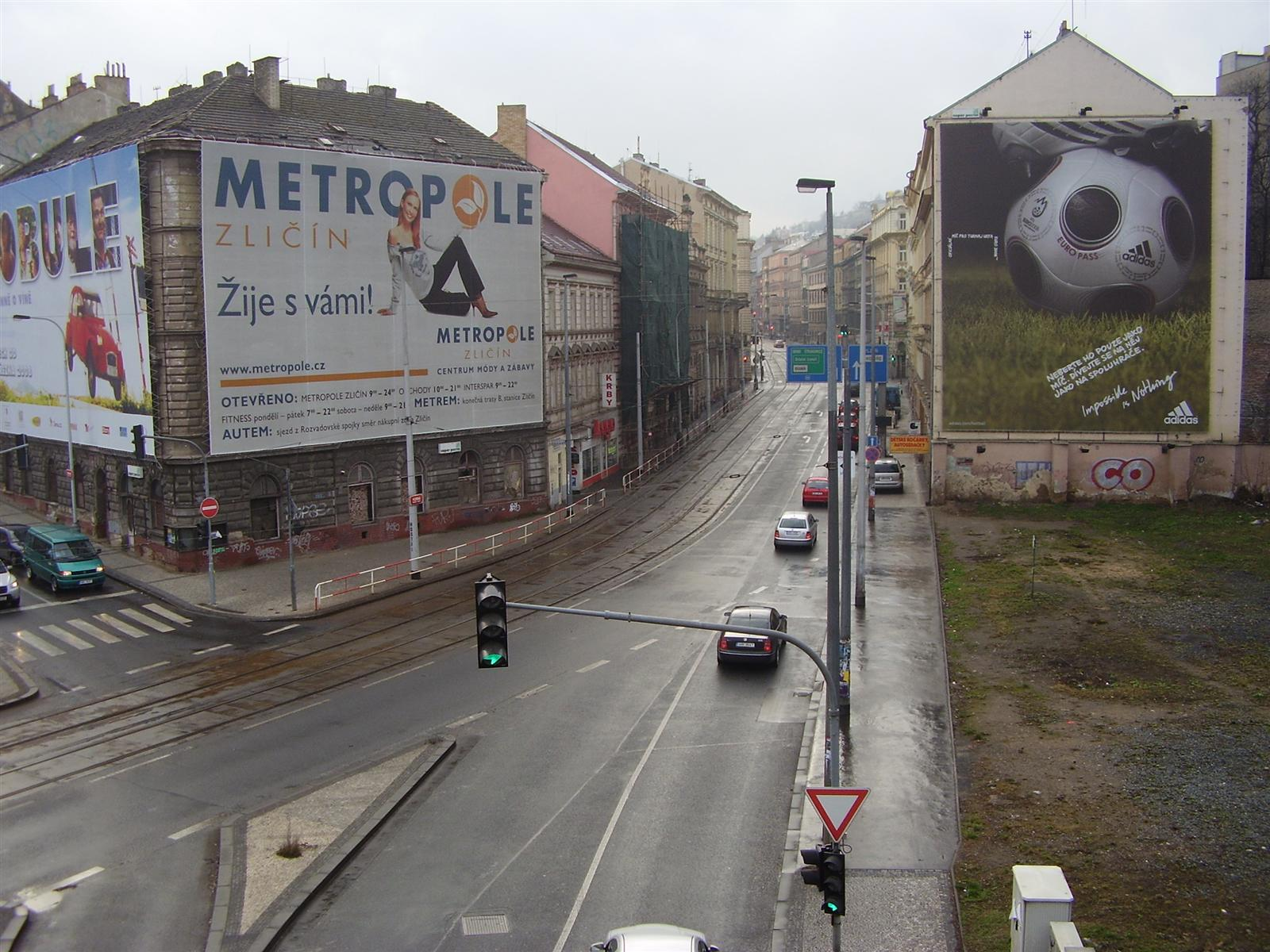
Pohled na Plzeňskou ulici od Strahovského tunelu
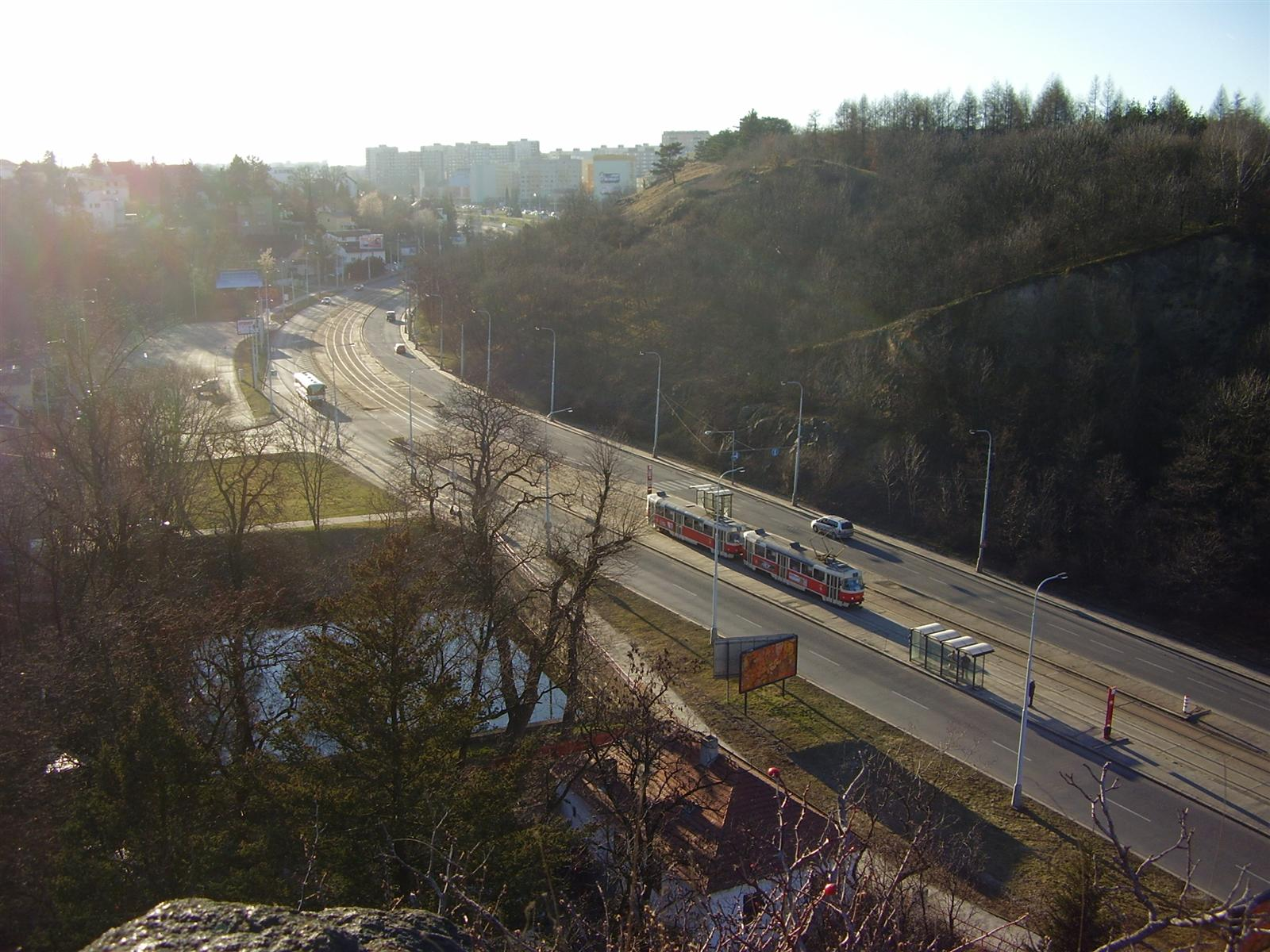
Pohled na Plzeňskou od Křížku v Motolské kalvárii
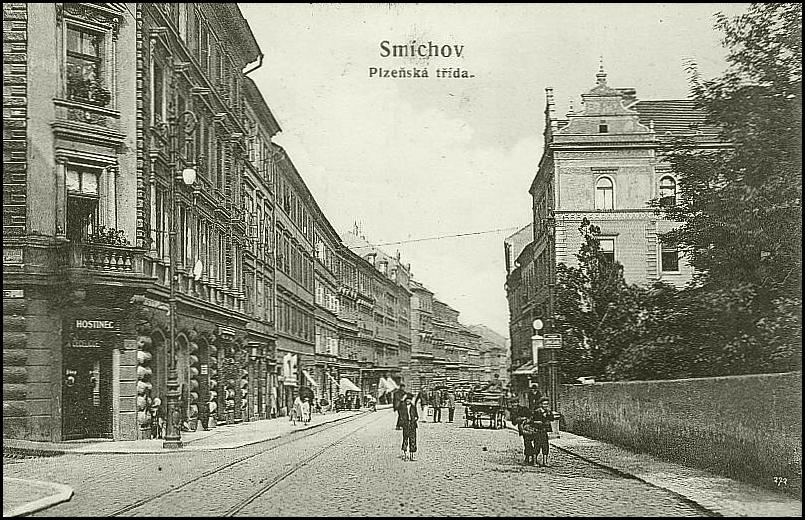
Plzeňská ulice na historické fotografii
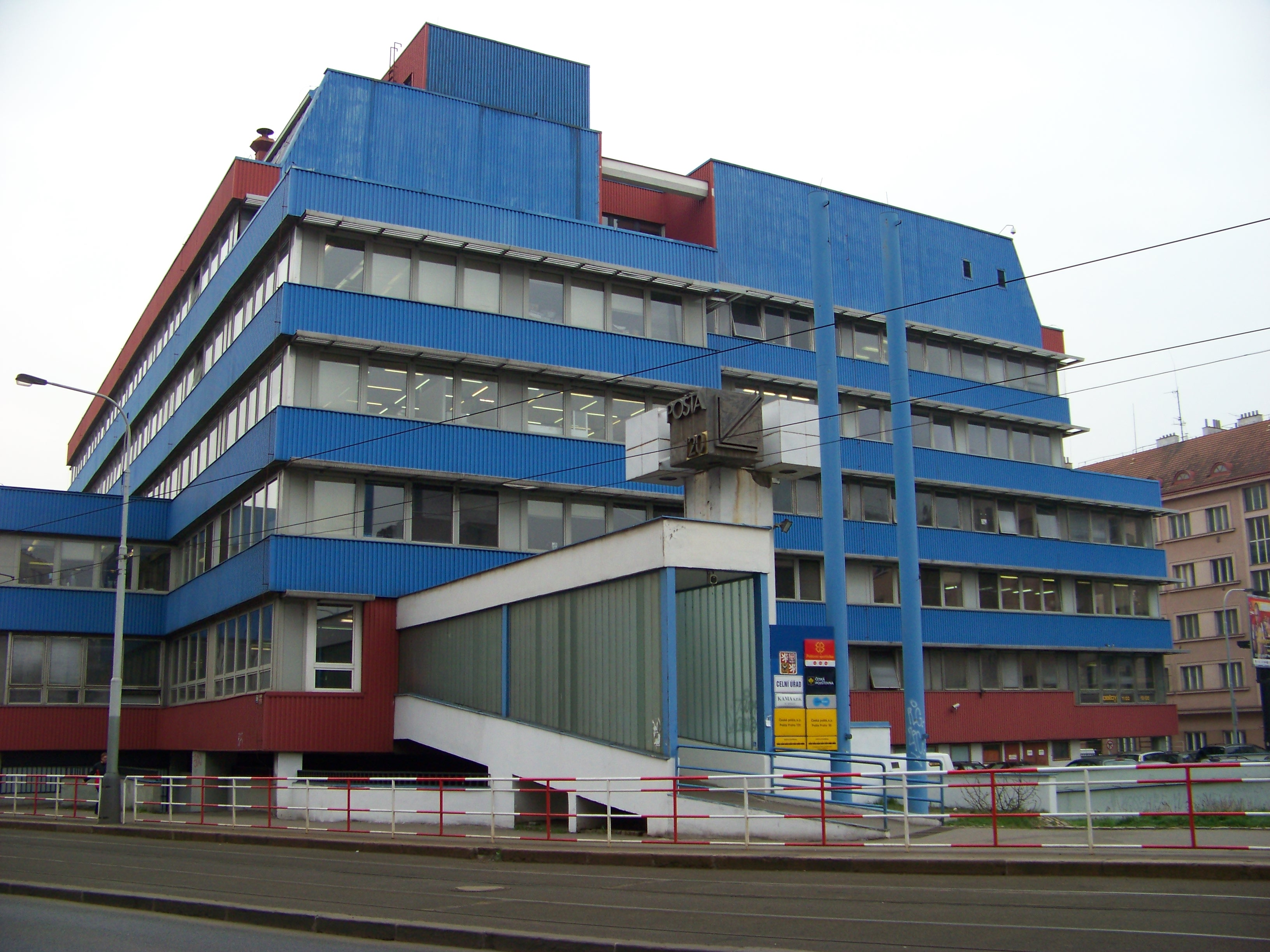
Pošta v Plzeňské
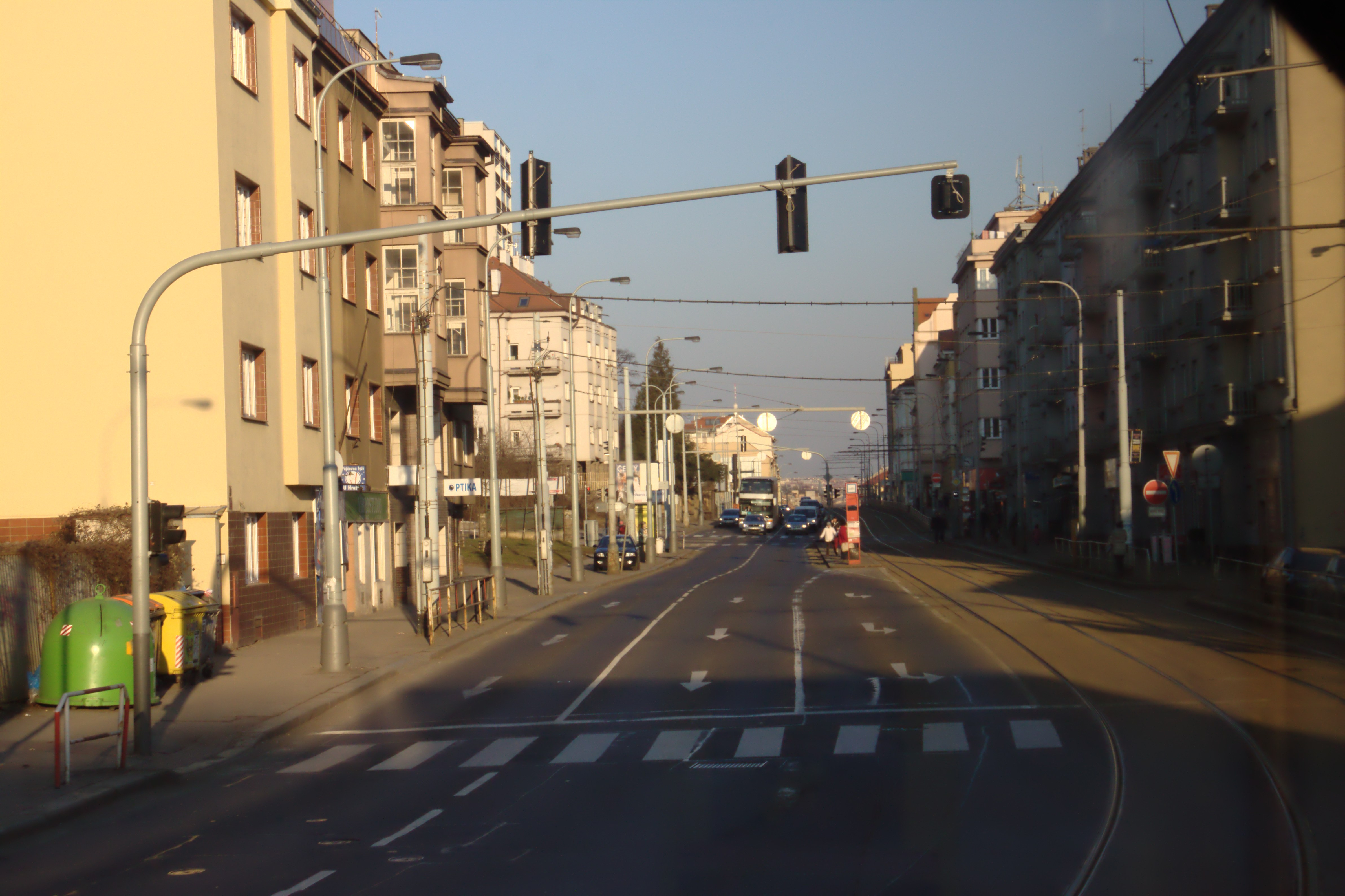
Plzeňská ulice u Klamovky

## Významné stavby či náměstí v její blízkosti (směrem od centra)
- křižovatka Anděl
- Smíchovská synagoga
- Nákupní centrum Nový Smíchov
- park Sacré Couer
- Tunel Mrázovka
- Strahovský tunel
- Bertramka
- Kostel Nejsvětější Trojice
- Malostranský hřbitov
- Mlynářka
- Klamovka
- Buďánka
- Kavalírka
- Kotlářka
- Košířské náměstí
- Koupaliště Motol
- Vozovna Motol
- zámek Motol
- Státní zemědělská a potravinářská inspekce Praha
- Krematorium Motol
- Kalvárie v Motole
- Bílý Beránek